# Eugen Ruckstuhl
Eugen Ruckstuhl (* 4. Januar 1914 in Luzern; † 7. Oktober 1996 ebenda) war ein Schweizer katholischer Exeget des Neuen Testamentes.

## Leben und Werk
Eugen Ruckstuhl wurde 1942 zum Priester des Bistums Basel geweiht. Er studierte an den Universitäten Luzern, Freiburg in der Schweiz und Solothurn. 1946 erwarb er den Dr. theol. an der Universität Freiburg (Schweiz). Von 1946 bis 1949 studierte er am päpstlichen Bibelinstitut in Rom. Dort erwarb er 1948 ein Lizentiat in Bibelwissenschaften. Von 1950 bis 1979 wirkte Ruckstuhl als Professor für Neutestamentliche Exegese an der Universität Luzern. Er leistete bedeutende Forschungsarbeiten zum Johannes-Evangelium und zu dessen literarischer Einheit (u. a. Die literarische Einheit des Johannesevangeliums: Der gegenwärtige Stand der einschlägigen Forschungen, 1951).